# Operazionismo
L'operazionismo è una teoria riguardante la definizione dei concetti scientifici, mediante le operazioni che conducono alla loro definizione. Fu elaborata dal fisico statunitense Percy Williams Bridgman(1882-1961).

## La definizione operativa
Secondo la logica classica i concetti assumono il loro significato dalle cose o dagli enti a cui si riferiscono. Secondo Bridgman, invece, i concetti dovrebbero essere il risultato di operazioni o processi che hanno portato alla loro definizione. Ci si accorgerebbe allora che nel campo scientifico non esistono concetti dal valore assoluto ma sempre relativi al processo che ha portato alla loro definizione significante. In questo modo si eliminerebbero dalla scienza ogni riferimento alla metafisica, tutte le definizioni puramente verbali o così generiche da perdere ogni reale significato dal punto di vista scientifico.
Concetti, ad esempio, come quelli di spazio e tempo definiti con valore assoluto non hanno alcun senso perché non esiste nessun metodo, messo in opera per definirli, che faccia riferimento all'esperienza. Se ci riferiamo, ad esempio, al concetto di lunghezza, questo non può essere inteso in senso assoluto. Una cosa è la lunghezza se si misura la dimensione di una cellula, cosa diversa invece se si misura la lunghezza di un tavolo o la distanza tra due corpi celesti.
Quindi, il concetto unico di lunghezza non esiste ma esistono, invece, varie definizioni che dipendono dal lavoro scientifico che si è attuato quando ci si è proposti di misurare la lunghezza di una cellula o la distanza tra due pianeti.
Poiché le operazioni relative alla misurazione della cellula, o del tavolo, sono sempre finite e relative alle condizioni fisiche del momento, si dovrà necessariamente concludere che ogni concetto che pretenda di avere valore assoluto va espunto dalla scienza. In fondo un concetto non è altro che sinonimo della serie di operazioni empiriche che ha portato alla sua definizione.
Nel campo della fisica le operazioni per ottenere le definizioni si riducono a misurazioni metriche o ad operazioni eseguibili in laboratori appositamente attrezzati.

## L'operazionismo in sociologia e psicologia
Il metodo operazionistico è stato adottato da scienze come la sociologia e la psicologia che l'hanno interpretato in modo meno restrittivo e semplicemente con lo scopo di eliminare dalle loro dottrine non tanto concetti assoluti ma quelli puramente verbali o privi di significato reale.
I concetti acquistano cioè valore quando la loro definizione permette di applicarli ai singoli casi empirici e questo è reso possibile solo se la loro definizione è il risultato di una serie di operazioni eseguite praticamente.
Se ad esempio un sociologo volesse definire l'opinione pubblica dovrebbe farlo solo dopo una serie di indagini empiriche durante le quali ha fatto alla gente una serie di domande e abbia classificato le loro risposte. Così se volesse definire lo spirito o la mente non dovrebbe ricorrere a definizioni astratte di un qualcosa, un'entità riguardante l'interiorità dei singoli individui che è impenetrabile agli occhi dell'osservatore empirico ma piuttosto osservare, analizzare e classificare una serie di reazioni concrete, di comportamenti riferibili ad uno stimolo provocato negli individui oggetti d'esperimento.

## Limiti dell'operazionismo
L'operazionista dunque, data l'importanza che egli attribuisce alle operazioni verificabili empiricamente e poiché tende a negare qualsiasi valore a considerazioni di carattere generale, si trova in difficoltà quando si tratta di determinare la rilevanza di valori o concetti generali nelle attività di pensiero. E così altrettanto gli sfugge la considerazione che spesso la scienza progredisce in base a dubbi e ad ipotesi che ancora non hanno nessun valore empirico sperimentabile. Il valore di previsione delle ipotesi nel campo scientifico non può essere il risultato di operazioni o processi empirici che riguardano quello che già avviene nella realtà.
Rimane tuttavia inalterato il valore dell'operazionismo per aver stimolato i tentativi di definizioni chiare e avere eliminato speculazioni astratte.